# St. Anna (Velburg)

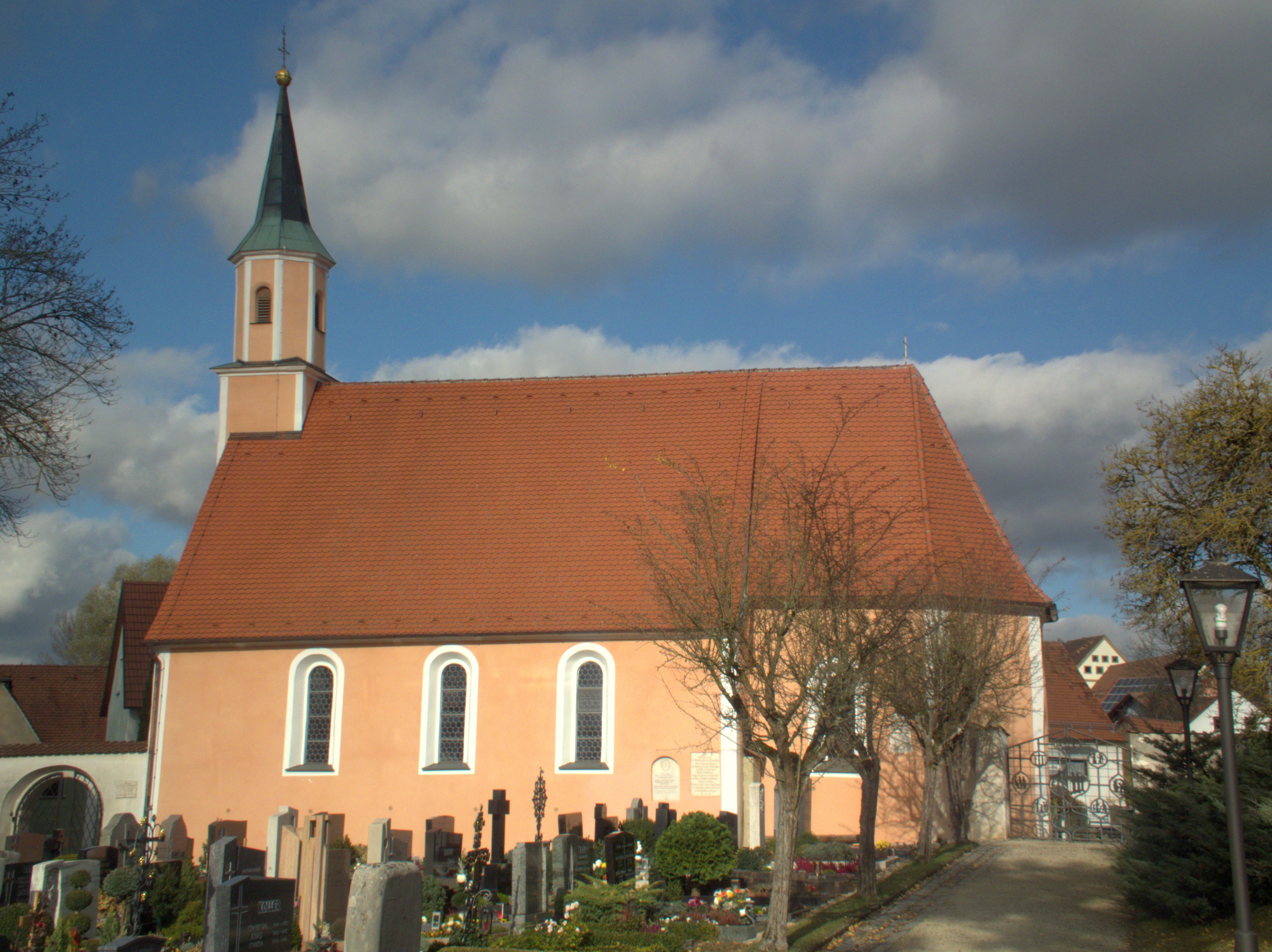
St. Anna (Velburg)

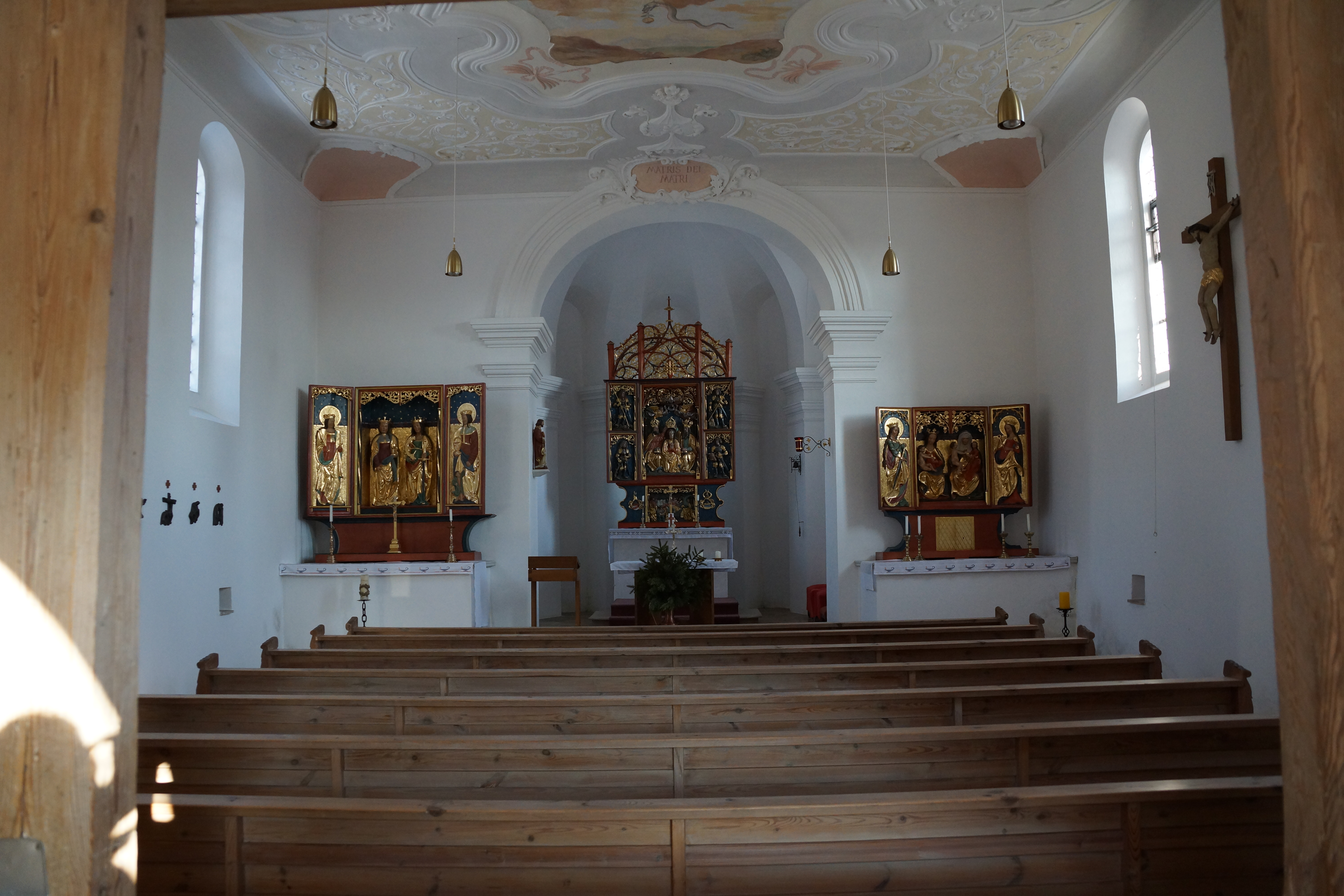
Innenansicht

Die römisch-katholische, denkmalgeschützte Friedhofskirche St. Anna steht in Velburg, einer Stadt im Landkreis Neumarkt in der Oberpfalz. Die Kirche gehört zum Dekanat Habsberg des Bistums Eichstätt. Das Bauwerk ist unter der Denkmalnummer D-3-73-167-21 als Baudenkmal in die Bayerische Denkmalliste eingetragen.

## Beschreibung
Die Saalkirche wurde um 1400 errichtet. Sie besteht aus einem in der ersten Hälfte des 17. Jahrhunderts erneuerten Langhaus, das mit einem Satteldach bedeckt ist, und einem eingezogenen, dreiseitig geschlossenen Chor im Osten. Über dem Giebel im Westen erhebt sich ein quadratischer Dachreiter, dessen achteckiges Obergeschoss den Glockenstuhl beherbergt. Darauf sitzt ein achtseitiger Knickhelm. 
Der Innenraum des Langhauses ist mit einer Flachdecke überspannt, auf der sich ein Fresko mit der Darstellung der Unbefleckten Empfängnis befindet. Zur Kirchenausstattung gehört ein Hochaltar, an dem der heilige Georg, der heilige Sebastian, der heilige Florian und der heilige Eustachius als Ritter in Rüstungen zu sehen sind. Auf der Predella ist der Marientod, auf dem Schrein die Krönung Mariens dargestellt. Die Orgel wurde um 1975 von einem unbekannten Orgelbauer errichtet.